# Adagio (musik)
Adagio (av ital. adagio, 'sakta') är en mycket vanlig tempobeteckning inom konstmusiken. 
Termen adagio används ofta som tempoföreskrift i långsamma satser i flersatsiga orkesterverk och kammarmusikaliska verk. Den står i sådana fall ofta som rubrik för satsen ifråga (även särskilda ensatsiga stycken kan bära titeln "Adagio"). Mätt med metronom anses adagio motsvara 66–76 slag per minut, vilket är en aning snabbare än largo och larghetto men långsammare än andante.